# Abronia chiszari
Abronia chiszari är en ödleart som beskrevs av  Smith 1981. Abronia chiszari ingår i släktet Abronia och familjen kopparödlor. IUCN kategoriserar arten globalt som starkt hotad. Inga underarter finns listade i Catalogue of Life.

## Bildgalleri

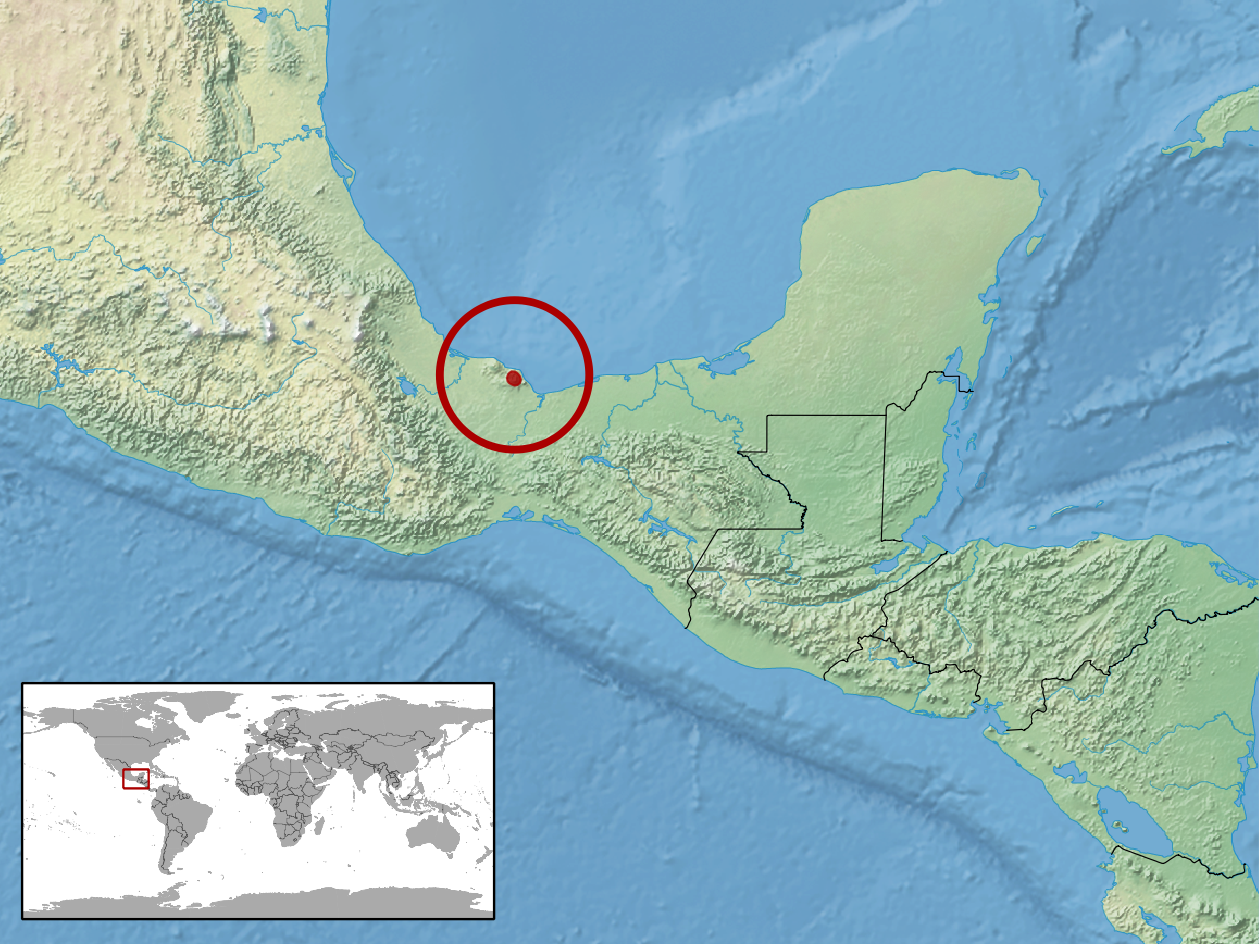